# Charalambos Aristides Diapoulis
Charalambos A. Diapoulis (o Diapulis) ( * 1900 - 1983 ) fue un botánico griego, que obtuvo su doctorado defendiendo su tesis en Botánica en la Universidad Friedrich-Wilhelms de Berlín, publicando habitualmente en alemán.

## Algunas publicaciones

### Libros
- 1933. Beiträge zur Kenntnis der orientalischen pomaceen (Pirus, Sorbus, Crataegus) ...(Aportes al conocimiento de Pomaceas orientales). Ed. A.W. Hayn's erben. 72 pp.

- La abreviatura «Diap.» se emplea para indicar a Charalambos Aristides Diapoulis como autoridad en la descripción y clasificación científica de los vegetales.[1]